# 7.º Distrito Congressional da Califórnia
O 7º Distrito Congressional da Califórnia (em inglês:  California's 7th congressional district) é um dos 53 Distritos Congressionais do Estado norte-americano da Califórnia, segundo o censo de 2000 sua população é de 639.087 habitantes.